# August Ebrard
Johann Heinrich August Ebrard, född den 18 januari 1818 i Erlangen, död där den 23 juli 1888, var en tysk reformert teolog och skönlitterär författare. Han var far till Friedrich Clemens Ebrard.
Ebrard blev teologie professor i Zürich (1844) och Erlangen (1847) samt konsistorialråd i Speyer (1853). Ebrard, som höll på den reformerta nattvardsläran, men förkastade predestinationen, sökte under sin vistelse i Speyer åstadkomma en union mellan lutheraner och reformerta. Såväl därigenom som genom sitt ingripande mot en rationalistisk psalmbok i den pfalziska kyrkan framkallade Ebrard mot sig våldsam opposition både från det högortodoxt lutherska och det rationalistiska hållet samt måste 1861 vika för stormen och nedlägga sitt ämbete. Han höll sedan i Erlangen teologiska föreläsningar och blev 1875 pastor vid därvarande fransk-reformerta församling. Ebrards ytterst talrika teologiska skrifter är förtecknade i en biografi (av Ernst Friedrich Karl Müller) i "Realencyklopädie für protestantische Theologie und Kirche" (3:e upplagan), band 5. Mest känd är hans Wissenschaftliche Kritik der evangelischen Geschichte (1842; 3:e upplagan 1868). Som vitter författare (under pseudonymen Gottfried Flammberg) utgav Ebrard en mängd kristliga berättelser, bland andra Kurt Werner (3 band, 1864), samt flera dramatiska och lyriska försök.